# Hayim Bliah
 (septembre 2016).
Hayim Bliah (Tlemcen, 1832 – 28 novembre 1919) est un illustre rabbin sépharade, ayant vécu à Tlemcen (Algérie), où il tenait le rôle de dayan. Son tombeau est jusqu’à aujourd’hui un lieu de pèlerinage[réf. nécessaire]. On compte parmi ses descendants le rabbin Hayim Touati, le grand-rabbin Charles Touati et Émile Touati.
Il a édité le manuscrit de la Bibliothèque bodléienne de l'ouvrage d'Ephraim Al-Naqawa (1359-1442), Chaar kevod Adonaï, commentaire  du Guide des égarés de Moïse Maïmonide, augmenté d’une introduction et d’un commentaire intitulé Petah ha-chaar.

## Publications
- Chaar kevod Adonaï accompagné du Petah Hachaar (« L’ouverture de la porte »), Tunis, 1902 ; nombreuses rééditions en Israël

## Sources
- Jean Laloum et Monique Lévy, « Haïm Bliah, dayan à Tlemcen », Archives juives, Les belles lettres, nos 37/1,‎ 2004, p. 121-122 (ISBN 2-251-69416-1, ISSN 0003-9837, lire en ligne)
- Jean-Philippe Chaumont (dir.) et Monique Lévy (dir.) (préf. Jean-Marie Mayeur), Dictionnaire biographique des rabbins et autres ministres du culte israélite France et Algérie du Grand Sanhédrin (1807) à la loi de Séparation (1905), Paris, Berg international, 2007, 1003 p. (ISBN 978-2-911289-97-2)